# Czekam...
Czekam... – singel Ani Dąbrowskiej z 2007 roku.

## Ogólne informacje
Był to drugi singel wokalistki z jej drugiej płyty Kilka historii na ten sam temat. Słowa i muzykę utworu napisała sama artystka. Wydaniu singla towarzyszył konkurs, w którym zachęcono fanów piosenkarki na wyprodukowanie własnego teledysku do utworu. Piosenka „Czekam...” okazała się dużym hitem, gościła często na falach popularnych rozgłośni radiowych i zdobywała wysokie miejsca na listach przebojów.

## Pozycje na listach
| Lista                              | Pozycja |
| ---------------------------------- | ------- |
| Lista przebojów Programu Trzeciego | 5       |
| Szczecińska Lista Przebojów        | 3       |
| Poplista                           | 2       |
| Codzienna Lista Przebojów          | 4       |
| RDN Małopolska                     | 18      |
| Hit FM                             | 4       |